# Макграт, Пол (актёр)
Пол Макграт (англ. Paul McGrath, 11 апреля 1904 — 13 апреля 1978) — американский актёр. Обучался в Технической школе Карнеги инженерному делу. В начале 1940-х начал актёрскую карьеру. Большую популярность приобрел благодаря многочисленным выступлениям на радио. На киноэкранах у Макграта были роли в десятках кинокартин, среди которых «Лицо в толпе» (1957) и «Совет и согласие» (1962). Последние годы своей актёрской карьеры работал в основном на телевидении. Умер в Лондоне в возрасте 74 лет.